# ایوان کوچرگین
ایوان کوچرگین (روسی: Иван Васильевич Кочергин؛ ۲۹ دسامبر ۱۹۳۵ – ۳۰ مهٔ ۲۰۱۵) کشتی‌گیر اهل اتحاد جماهیر شوروی سوسیالیستی بود.